# Fig Leaves
Fig Leaves és una pel·lícula muda de comèdia estatunidenca de 1926 dirigida per Howard Hawks, estrenada per Fox Film Corporation, i protagonitzat per George O'Brien i Olive Borden. La pel·lícula tenia una seqüència, una desfilada de moda, filmada en Technicolor. Una impressió de la pel·lícula sobreviu a l'arxiu cinematogràfic del Museum of Modern Art.

## Trama
Una parella casada es juxtaposa al Jardí de l'Edèn i a la moderna Nova York. El Jrdí de l'Edèn representa amb humor Adam (interpretat per George O'Brien) i Eva (interpretadat per Olive Borden) despertats per un Rellotge despertador de coco semblant a Els Picapedra i Adam llegint les notícies del matí amb tauletes de pedra gegants. En l'actualitat, la serp bíblica és substituïda per la veïna xafarderia d'Eve i Eva es converteix en una flapper i model de moda quan Adam està treballant.

## Repartiment
- George O'Brien com Adam Smith
- Olive Borden com a Eve Smith
- Phyllis Haver com Alice Atkins
- George Beranger com a Josef André (com a André de Beranger)
- William Austin com a assistent d'André
- Heinie Conklin com a Eddie McSwiggen
- Eulalie Jensen com a Madame Griswald